# 弗莱福兰省
弗萊福蘭（荷蘭語：Flevoland）是荷蘭中部的一省。面積2,343平方公里。1986年1月1日建省，是荷蘭第12省、最新的省份，分成6市。東北是弗里斯兰省、西南是北荷蘭省、南是烏得勒支省、東南是海爾德蘭省、東是上艾瑟爾省。全境皆為艾瑟爾湖之海埔新生地。该省首府是莱利斯塔德。2005年人口大約365,300人。阿尔梅勒也是主要城市。
在經歷1916年水災之後，荷蘭決定封閉並開墾荷蘭內海須德海，開始須德海工程。1932年，能完全隔離海的阿夫鲁戴克大堤（Afsluitdijk） 完工。須德海隨著改名為艾瑟爾湖（艾瑟爾河的出口湖）。
新湖泊最早開墾的部分是東北圩田（Noordoostpolder）。這片新土地包含了前于尔克（Urk）和斯霍克蘭島，并由上艾瑟爾省管轄。之後，1957年和1968年分別開墾了東南部和西南部地區。這是東北圩田開墾之後，這項戰後计划的另一項重要改變：沿著舊海岸保留狹窄的水域，避免岸邊城鎮無法通往海洋，因此讓弗萊福圩田成為藉由橋梁連結本土的人工島。1986年，三個市鎮投票決定獨立成新省份。弗萊福蘭有一個大型中波播放設備，稱為弗萊福蘭中波發射器（Mediumwave transmitter Flevoland）。
弗萊福蘭以記載在古羅馬資料中的弗萊福湖（Lacus Flevo）命名，该湖是當時的一個內陸湖泊，位於之後形成的須德海的南端。在拓乾弗萊福圩田時發現了許多二戰時期墜毀於艾瑟爾湖的飛行器殘骸，還發現了更新世的哺乳動物化石。
|  |  |

## 市镇
| 1. 阿尔梅勒（Almere） 2. 德龙滕（Dronten） 3. 莱利斯塔德（Lelystad） 4. 诺德奥斯特波尔德（Noordoostpolder） 5. 于尔克（Urk） 6. 泽沃尔德（Zeewolde） |

## 須德海工程
與東北圩田不同，東弗萊福蘭（Oostelijk Flevoland 或 Oost-Flevoland）和南弗萊福蘭（Zuidelijk Flevoland 或 Zuid-Flevoland）周圍有湖泊與本土相隔：分別為 费吕沃湖（Veluwemeer）和霍伊湖（Gooimeer），使得這兩座圩田成為世界最大的人工島。
這兩個圩田拥有聯合水文基礎設施，中間則有分隔用的堤防克纳尔堤防（Knardijk），萬一其中有一个圩田被淹沒時能確保另一個圩田的安全。在這個情形時，兩個穿越堤防的主要排水道可以藉水闸關閉。抽水站有位於萊利斯塔德-港灣（Lelystad-Haven）的沃特曼（Wortman，柴油動力）、靠近本土哈德韦克（Harderwijk）的 洛文克（Lovink，電力）和沿著克泰爾湖（Ketelmeer）旁北堤防的科萊恩（Colijn，電力）。
在設計東弗萊福兰时的一個新要素是以在設計和實現須德海工程中扮演關鍵角色的科内利斯·莱利（Cornelis Lely）命名的萊利斯塔德（1966年）。當時其他已經存在的定居點有：成立於1962年的德龙滕（Dronten），这也是當地主要的城鎮；另有兩個成立於1963年的衛星村莊斯维夫特班特（Swifterbant）和比丁豪曾（Biddinghuizen）。這三個聚落在1972年1月1日合併為新市鎮德龙滕。
南弗萊福兰設有一座柴油動力抽水站德布洛克·范·库弗勒（De Blocq van Kuffeler）。由於水文聯合系統，這座抽水站與其他三座抽水站一同維持兩座圩田的海平面。阿尔梅勒的兴建緩和了舊土地的房屋短缺和日漸擁擠的問題。「阿尔梅勒」是弗萊福湖在中世紀早期的名字。阿尔梅勒最初可分為三個居住地：第一個是霍伊湖岸边的阿尔梅勒-港灣（Almere-Haven，1976年）；第二個是最大的位于市中心的阿尔梅勒-城区（Almere-Stad，1980年）；第三是位於西北方往萊利斯塔德方向的外阿尔梅勒（Almere-Buiten，1984年）。2003年開始執行新建設計畫，成立三個新居住地：東南的上霍伊（Overgooi）、東邊的阿尔梅勒-森林（Almere-Hout）和西邊的阿尔梅勒-港口（Almere-Poort）。慢慢地，西北方可能成立阿尔梅勒-潘皮斯（Almere-Pampus），另外有可能建造一座跨越艾湖（IJmeer）通往阿姆斯特丹的橋梁。

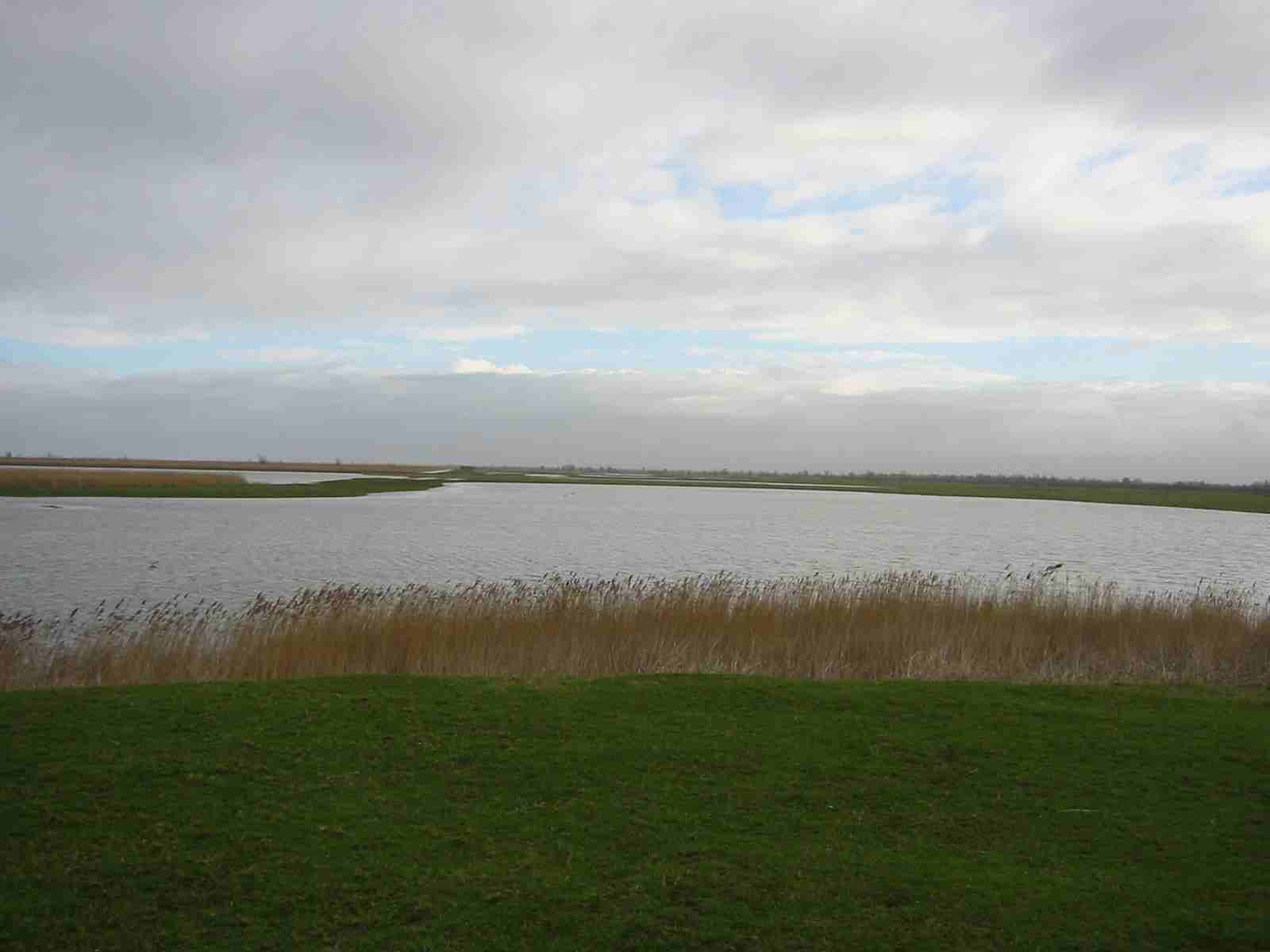
东法尔德斯普拉森（Oostvaardersplassen）

东法尔德斯普拉森（Oostvaardersplassen）是一片有著淺池、小島和沼澤的景觀。最初，這片低地是被預定為工業用地。但植物和動物群的自然生長，讓這片區域轉而成為自然公園，新鐵路路線也因此改道。最近，農地使用的衰退有可能擴大自然用地的使用，將 Oostvaardersplassen 與 费吕沃（Veluwe）連結在一起。
圩田中央地區由於幾乎全是農業用地，因此最像二戰前的圩田。東南部则是廣闊的森林。這裡是圩田上另一個居住地澤沃德（Zeewolde，1984年），是一個更為傳統的地方中心。澤沃德與阿尔梅勒同時在1984年1月1日成為基層政權。特別的是，澤沃德的基層政權成立案早於城鎮成立，在城鎮開始發展之前，統治對象只有周圍的農場。

## 鐵路
在弗萊福圩田營運的鐵路包括弗萊福線（Flevolijn）與漢薩線（Hanzelijn）。
弗萊福線從北荷蘭省韋斯普（Weesp）到萊利斯塔德。漢薩線從萊利斯塔德到上愛塞省茲沃勒（Zwolle）
以下為弗萊福蘭境內依序之火車站：
- 阿尔梅勒港口火車站（Almere Poort）
- 阿尔梅勒音樂區火車站（Almere Muziekwijk）
- 阿尔梅勒中心火車站（Almere Centrum）
- 阿尔梅勒公園區火車站（Almere Parkwijk）
- 外阿尔梅勒火車站（Almere Buiten）
- 阿尔梅勒東法爾德斯火車站（Almere Oostvaarders）
- 萊利斯塔德中心火車站（Lelystad Centrum）
- 德龙滕火车站（Dronten）

## 區域重劃
2011年二月該省、烏特勒支省以及北荷蘭省開始有合併的呼聲，這個合併案被荷蘭內閣大力推動，在此聯盟下的協議有議將新的省份命名為蘭斯台德。

## 內文引著
1. ↑  .   [2012-02-18]. （原始内容存档于2016-10-10）.
2. ↑  .   [2012-02-18]. （原始内容存档于2012-03-22）.